# Kostel svatého Vavřince (Malá Strana, Hellichova)
Kostel svatého Vavřince pod Petřínem je bývalý farní kostel osady Nebovidy, dnes přísluší k Hellichově ulici v Praze 1 na Malé Straně. Od 22. prosince 1964 je objekt jako kulturní památka.

## Historie

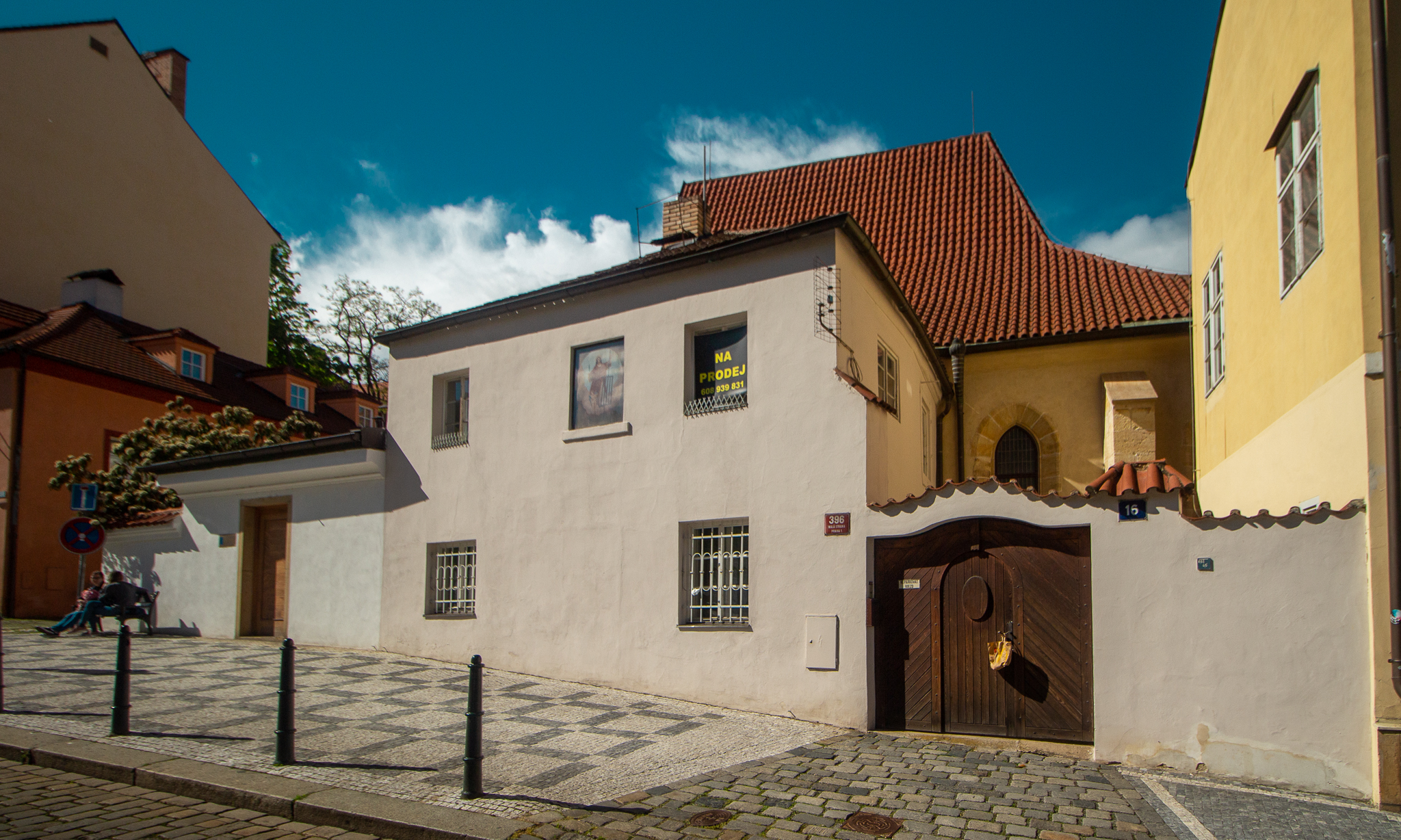
Kostelík sv. Vavřince

Původně románský kostel snad z poloviny 12. století byl vystavěn na starším pohřebním místě.
Po polovině 14. století Nebovidy splynuly s Malou Stranou. Kolem roku 1378 byl kostelík goticky přestavěn, po jižní straně byla připojena žebrově zaklenutá loď předsíň, bylo zvýšeno a nově zaklenuto kněžiště. Sakristie po severní straně kněžiště je ještě gotická, vstupní sedlový portálek z presbyteria a klenba sakristie pocházejí až z 16. století.
Po třicetileté válce se kostel stal filiálním a byla obrácena orientace kostela, dosavadní vstupní západní románské průčelí prolomil nový triumfální oblouk do nově přistavěného presbyteria, které bylo ještě v první polovině 18. století vrcholně barokně upraveno.
Roku 1784 byl kostel zrušen a v letech 1804–1816 přebudován na nájemní dům, který až do roku 1880 byl součástí domu čp. 390.

### 20. století
V roce 1935 (nebo 1932) objekt zakoupila Církev československá husitská, ale zamýšlenou přestavbu na kostel neuskutečnila.
V letech 1985–1991 byl kostel přestavěn na hudební a výstavní síň, přičemž byl stavebně přiblížen předpokládanému původnímu stavu: byly odbourány některé klasicistní přídavky, obnoveny nalezené gotické detaily a výrazným vyzdvižením nízké střechy kostela byla změněna i celková silueta. V přilehlém objektu sídlí Pražské jaro, o. p. s., pořadatel mezinárodního hudebního festivalu Pražské jaro, a kostel svatého Vavřince využívá ke koncertním účelům.
22. prosince 1964 byly kostel čp. 553 (rejstříkové číslo 1-898) i přilehlá budova čp. 396, označovaná jako bývalá fara i zvonice (rejstříkové číslo 1-820) zapsány do státního rejstříku jako kulturní památky, později byly oba objekty sloučeny pod společné rejstříkové číslo.
Součástí památky je i areál hřbitova, který pochází z doby před založením kostela a přestal být používán současně se zrušením kostela v roce 1784. Plocha bývalého hřbitova je ohraničena původní, při rekonstrukci obnovenou, obvodovou zdí se slepými nikami zakončenými segmentem.